# فرودگاه ساوو جستی دو ریو پرتو
فرودگاه ساوو جستی دو ریو پرتو (به انگلیسی: São José do Rio Preto Airport) (به زبان بومی: Aeroporto Estadual Prof. Eribelto Manoel Reino) یک فرودگاه همگانی مسافربری با کد یاتا SJP است که یک باند فرود آسفالت دارد و طول باند آن ۱۷۰۰ متر است. این فرودگاه در کشور برزیل قرار دارد و در ارتفاع ۵۴۳ متری از سطح دریا واقع شده است.

## شرکت‌های هواپیمایی و مقصدهای پروازی
| شرکت‌های هواپیمایی     | مقصدهای پروازی                   |
| --------------------- | -------------------------------- |
| آزول برزیلین ایرلاینز | ویراکوپوس-کامپیناس، مارشال روندو |
| تام ایرلاینز          | برازیلیا، کونگونیاس-سائو پائولو  |
| پاساردو لینهاس آئرئاس | لایت لوپژ، سانتوس دومنت          |